# Pyramide G1D
La pyramide G1D est l'une des quatre pyramides subsidiaires du complexe funéraire de Khéops. Elle fut découverte en 1991 par l'équipe de Zahi Hawass, dirigeant actuel du Conseil suprême des Antiquités égyptiennes (2007). Nommée G1D et très ruinée, elle est située près de l'angle sud-est et à l'est de la grande pyramide, à l'extérieur de l'enceinte, elle a une base carrée de 21,75 m de côté et possède un aménagement souterrain en forme de T avec une descenderie longue de 5,25 mètres. Cette dernière aboutit à une chambre rectangulaire de huit mètres sur trois et est orientée est-ouest. Il subsiste quelques beaux blocs en calcaire fin de la base du parement.
Cette pyramide a livré le deuxième plus ancien pyramidion connu après celui de la pyramide rouge à Dahchour. Il est en calcaire fin de Tourah et présente une face inférieure convexe afin de lui procurer une plus grande stabilité au sommet de la pyramide. Ce monument est identifié par son découvreur à la pyramide subsidiaire du Ka bien que ce type d'édifice cultuel ait toujours été placé à l'intérieur du péribole de la pyramide principale d'un complexe pyramidal.

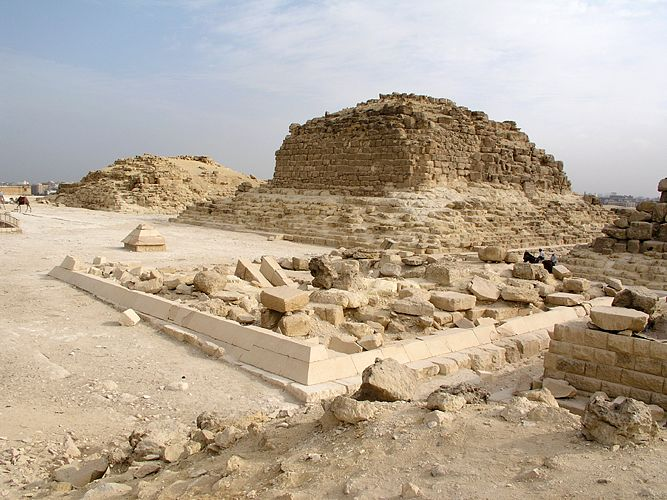
Vue au premier plan des vestiges de la pyramide satellite G1D et à l'arrière plan de deux des pyramides des reines
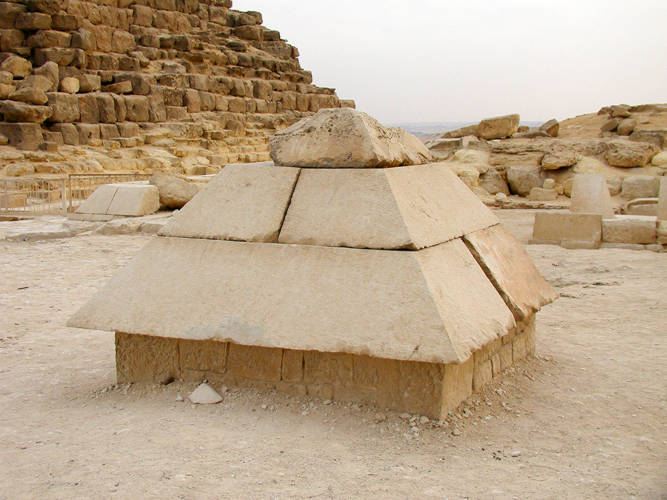
Pyramidion de la pyramide G1D